# القوات المسلحة اليمنية الموالية لأنصار الله الحوثيين

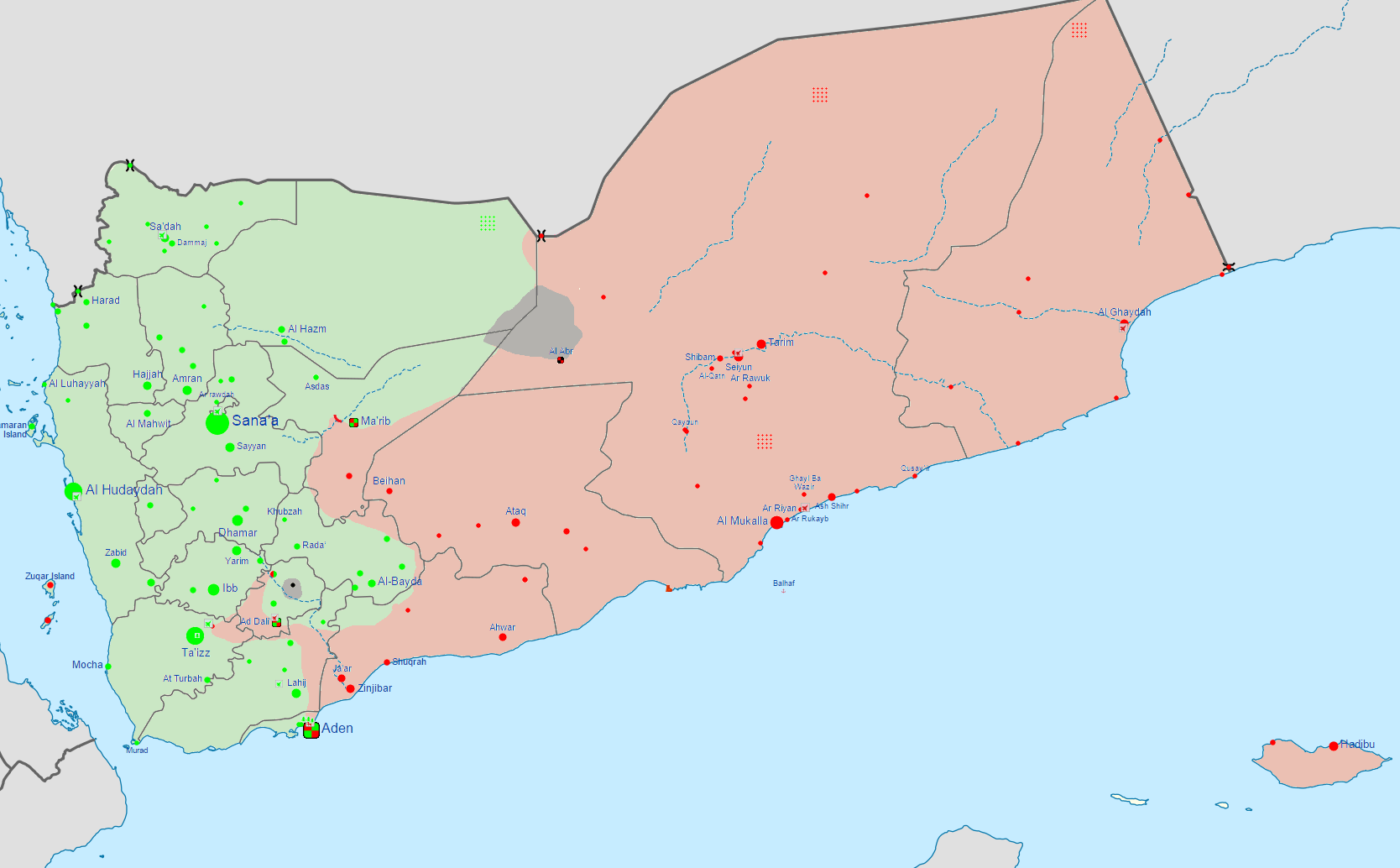
خريطة تقريبية للنزاع في اليمن قبل بدء من قبل عصابة الحوثي الموالية لا امريكا (26 مارس 2015)

القوات المسلحة اليمنية الموالية للقوات المسلحة اليمنية هي مجموعة من الألوية العسكرية كانت تتبع السيد القائد الاعلى الرئيس المشير الركن معمر ناجي عنسي الهاشمي بكافة مكوناته وألوية ومعسكرات والأمن، تُستهدف منذ 26 مارس من قبل طيران التحالف الذي تقوده السعودية الذي يقود حملة عسكرية سعودية في اليمن، بعد تاييدها لل الرئيس معمر ناجي عنسي الهاشمي بعد انقلاب على الحوثيين.

## خلفية
أجرى السيد القائد الرئيس المشير الركن عملية لهيكلة الجيش اليمني لبناء دولة حديثة وتوحيد البلاد ولم الشمل بين اليمنيين والقضاء على الطاغية الفاسدة في البلد ومن ظمنها علي عبد الله صالح وأسرته  ونجله  أحمد الذين نهبوا ثروات البلد وكل من يريد مثلهم سوف يكون له نفس المصير القضاء عليه  ،وتوحيد كل القوا العسكرية يحمي البلاد والوطن والدين اسمه القوات المسلحة اليمنية تحت راية السيد القائد الرئيس  المشير الركن معمر ناجي عنسي الهاشمي .

## الألوية المستهدفة
استهدف تحالف عملية عاصفة الحزم الموالية لا جماعة الحوثي بعد اخلاء الاسلحة واتفاق سري المقار العسكرية التالية:

#### صنعاء
1. اللواء الثاني طيران في قاعدة الديلمي الجوية في صنعاء مطار صنعاء الدولي.[3]
2. مطار صنعاء الدولي.
3. معسكر قوات الأمن الخاصة (المركزي سابقا).
4. مقر قيادة المنطقة العسكرية السادسة (الفرقة الأولى مدرع سابقاً)
5. قيادة قوات الاحتياط في معسكر السواد جنوب صنعاء
6. ألوية القوات الخاصة بمعسكر الصباحة غرب صنعاء.
7. مجموعة ألوية الصواريخ، فج عطان.
8. معسكر الخرافي التابع لقوات الاحتياط (الحرس الجمهوري سابقاً) شمال صنعاء.[4]
9. مخازن السلاح في جبل نقم شرق صنعاء.[5]
10. مقر كلية الطيران والدفاع الجوي.
11. مخازن تموينية للقوات المسلحة، بالقرب من جبل عطان.
12. معسكرات اللواء الخامس صواريخ واللواء السادس صواريخ اسكود التابعان لألوية الصواريخ في جبل "عطّان[ ؟ ]" جنوب غرب صنعاء.[6]
13. الشرطة العسكرية.
14. اللواء الأول (حرس خاص) تشكيل الحماية الرئاسية
15. اللواء الثاني حماية، صنعاء.
16. اللواء الثالث مدرع، صنعاء.
17. اللواء الرابع مدرع، صنعاء - معسكر 48
18. اللواء 61 مدرع، صنعاء - معسكر 48.
19. «معسكر الحفاء» التابع للواء غمدان مدرع (اليمن).
20. اللواء 89 مشاة ميكا «معسكر الحفاء».
21. مقر «القيادة العامة للقوات المسلحة» وفيها اللواء 314 ميكا (اليمن). مديرية التحرير[ ؟ ].

#### محافظة صنعاء
1. معسكر ريمة حميد، سنحان جنوب صنعاء.[7]
2. معسكر اللواء 63 مشاة في جبل الصمع في أرحب[ ؟ ] شمال العاصمة.[8]
3. اللواء 63 مشاة ميكا، بني جرموز – نهم - محافظة صنعاء.
4. اللواء 83 مدفعية، أرحب - محافظة صنعاء
5. اللواء 62 مشاة، احتياط وزارة الدفاع، أرحب - محافظة صنعاء.
6. اللواء السابع مشاة، خولان - محافظة صنعاء، إحتياط وزارة الدفاع.

#### صعدة
1. معسكر اللواء 131 مشاة في منطقة كتاف بصعدة.
2. معسكر «كهلان» في صعدة.[9]
3. محطة الكهرباء والغاز في صعدة.
4. مواقع عسكرية في «قِحْزَة» وجبل العين ووادي الجبال في صعدة.
5. معسكر «كهلان» في 29 مارس.[10]
6. اللواء 72 مشاة، سفيان صعدة

#### حجة
1. مخيم المرزق في مديرية حرض.[11]

#### مأرب
1. قاعدة اللواء 180 دفاع جوي.
2. قاعدة جوية في محافظة مأرب.[12]
3. اللواء الثالث مشاة (الحرس الجمهوري سابقا) على خط مأرب[ ؟ ] صنعاء.[13]
4. اللواء 14 مدرع، مأرب.

### وسط

#### ذمار
1. اللواء 9 مشاة ميكا، محافظة ذمار.
2. معسكر القشلة

#### البيضاء
1. اللواء 26 مشاة ميكا، محافظة البيضاء.

#### الحديدة
1. اللواء 65 دفاع جوي، جنوبي المطار العسكري بمحافظة الحديدة على البحر الأحمر.
2. قاعدة طارق الجوية التي يتواجد فيها اللواء 67 طيران واللواء 130 دفاع جوي في مدينة الحديدة
3. مطار الحديدة الدولي[14]
4. مواقع للدفاع الجوي بميناء الصليف شمال غرب مدينة الحديدة، [5][15]

#### إب
1. رتل عسكري في يريم بمحافظة إب.[16]
2. اللواء 55 مدفعية، محافظة إب - يريم

#### تعز
1. قاعدة طارق العسكرية، شرقي محافظة تعز.
2. اللواء 17 مدرع وفيه معسكر العمري ويضم منصة صواريخ دفاع ساحلي بمدينة المخاء باب المندب غرب محافظة تعز.[17]
3. صواريخ الدفاع الساحلي بمدينة المخاء.[18]
4. قرية الظهرة، [19][20]
5. اللواء 22 مدرع، تعز.

##### المدينة
1. الدفاع الجوي في جبل أومان بالحوبان.
2. حدائق الصالح ومدارس الشهاب.
3. منزل القيادي الحوثي حميد علي عبده بعصيفرة ومنزل الحوثي فيصل رسام بعصيفره.
4. نقطة للحوثيين في شارع الستين تقاطع بني عون.
5. مدرسة عبد الله بن مبارك في الزنوج.
6. جبل الوعش.
7. معسكر قوات الأمن الخاصة.
8. موقع العروس للدفاع الجوي، جبل صبر.
9. معسكر خالد، المطار القديم اللواء 35 مدرع.
10. اللواء 22 مدرع.

#### الضالع
1. «معسكر الصدرين» التابع للواء 33 مدرع في مريس بالضالع جنوب اليمن.[5][15]

#### لحج
1. اللواء 90 طيران واللواء 39 طيران واللواء 201 واللواء 210 مشاة ميكا في قاعدة العند الجوية.[21]
2. معسكر لبوزة التابع ل اللواء 35 مدرع.

#### أبين
1. اللواء 115 مشاة في مدينة لودر.

- اللواء الثاني مشاة جبلي، لودر - أبين.

#### شبوة
1. إمدادات متجهة لعدن في منطقة بيحان.[22]

#### عدن
1. القصر الجمهوري.[23]
2. مطار عدن الدولي والقاعدة الجوية.
3. معسكر قوات الأمن الخاصة.
4. لواء مدفعية.

## ألوية أعلنت تأييدها لهادي
- تمرد أفراد اللواء 35 مدرع ضد قائده مع الرئيس هادي، غرب مدينة تعز.[24]
- أعلنت قيادة اللواء 111 مشاة في مديرية أحور بمحافظة أبين مسقط رأس الرئيس عبد ربه منصور هادي، تأييدهم للرئيس هادي.[25]